# Edmée van Rijn
Edmée van Rijn is een Nederlandse cameravrouw en multimediajournalist die veel verslag uitbrengt vanuit het Midden-Oosten.
Met een achtergrond in antropologie, sociologie en internationale betrekkingen en werkte zij daarna bij de VN en de EU. Na een tijd als consultant voor verschillende niet-gouvernementele organisatie te hebben gewerkt koos ze voor de journalistiek.
Naast haar werk als fotograaf voor verschillende media werkt ze als producent voor televisieseries en documentaires.
Haar foto's zijn verschenen in Nederlandse, Belgische en Zwitserse kranten, Al Jazeera en het tijdschrift  Marie Claire. Vanuit haar woonplaats Istanbul werkt ze voor diverse Europese tv-zenders en Associated Press. Veel van haar reportages komen vanuit het Midden-Oosten.  Veel rapportages maakt ze samen met NOS-correpondente Daisy Mohr.

## Erkenning
Met journaliste Daisy Mohr kreeg ze de Tegel in de categorie 'Eerstelijns Verslaggeving' voor hun werk vanuit het Midden-Oosten, onder meer voor hun verslag Verslaggeving vanuit de hel van Assad. De reportage werd gemaakt vanuit Syrië na de val van het regime van Assad.  Zo reisde ze naar naar Damascus om de situatie in de beruchte Sednaya-gevangenis in beeld te brengen. 

## Prijs
- De Tegel 2024